# (21244) 1995 XU1
1995 أكس يو 1 (ويعرف أيضًا باسم (21244) 1995 أكس يو 1 وفق تسمية الكوكب الصغير) (بالإنجليزية: 1995 XU1)‏ هو كويكب ضمن حزام الكويكبات؛ وترتيبه 21244 من حيث الاكتشاف.
اكتُشف هذا الجُرم الفلكي بواسطة Maui Space Surveillance Complex ‏ في 14 ديسمبر 1995.

## وصلات خارجية
- (21244) 1995 XU1 في قاعدة بيانات مختبر الدفع النفاث لأجرام النظام الشمسي الصغيرة

- الاكتشاف · مخطط المدار ·  العناصر المدارية · المعلمات المادية

- (21244) 1995 XU1 على موقع ويكي سكاي: DSS2, SDSS, GALEX, IRAS, Hydrogen α, X-Ray, Astrophoto, Sky Map, Articles and images